# 6561 Gruppetta
6561 Gruppetta (1991 TC4) là một tiểu hành tinh vành đai chính được phát hiện ngày 10 tháng 10 năm 1991 bởi K. J. Lawrence ở Palomar.